# Paradoxopsyllus calceiforma
Paradoxopsyllus calceiforma är en loppart som beskrevs av Zhang Jintong et Liu Chiying 1985. Paradoxopsyllus calceiforma ingår i släktet Paradoxopsyllus och familjen smågnagarloppor. Inga underarter finns listade i Catalogue of Life.